# فیکسچر یونیت
فیکسچر یونیت (انگلیسی: Fixture unit) در لوله‌کشی، برابر است با یک فوت مکعب آب، که در یک لوله ۱۱/۴ اینچی، در یک دقیقه تخلیه می‌شود.